# Tính dân tộc
Tính dân tộc (tiếng Pháp: caractère national) là khái niệm thuộc phạm trù tư tưởng – thẩm mỹ chỉ mối liên hệ khắng khít giữa văn học và dân tộc, thể hiện qua tổng thể những đặc điểm độc đáo tương đối bền vững chung cho các sáng tác của một dân tộc, được hình thành trong quá trình phát triển lịch sử và phân biệt với văn học của các dân tộc khác.
Tính dân tộc thể hiện ở mọi yếu tố từ nội dung cho đến hình thức của sáng tác văn học. Về nội dung, dễ dàng nhận thấy trước hết, tính dân tộc biểu hiện trong sự phản ánh "màu sắc" dân tộc của thiên nhiên, của đời sống vật chất và tinh thần của xã hội. Đọc sáng tác của một dân tộc, ta như sống cuộc sống của dân tộc đó với những đặc điểm của một thế giới riêng.
Tuy nhiên, tính dân tộc của văn học không biểu hiện ở những vật thể, đường nét, màu sắc có thể nắm bắt được. Nội dung căn bản của tính dân tộc là ở tinh thần dân tộc thể hiện ở tính cách dân tộc và cái nhìn dân tộc đối với cuộc đời. Đó là những yếu tố tương đối bền vững được hình thành và phát triển trong những hoàn cảnh địa lí và con đường phát triển lịch sử riêng của dân tộc, là một phẩm chất chỉnh thể biểu hiện trong một phức hợp liên kết các phẩm chất nhất định.
Tính dân tộc còn biểu hiện ở hình thức văn học. Mỗi nền văn học dân tộc có hệ thống thể loại truyền thống, có các phương tiệnmiêu tả, biểu hiện riêng, nhất là có ngôn ngữ dân tộc thể hiện bản sắc riêng trong tư duy và tâm hồn dân tộc mình.
Tính dân tộc còn thể hiện ở quá trình phát triển lịch sử độc đáo của văn học cùng các đặc sắc do quá trình lịch sử ấy mang lại. Ví dụ có thể nhận thấy sự khác biệt về văn học dân tộc giữa chủ nghĩa hiện thực Nga và chủ nghĩa hiện thực Pháp thế kỷ XIX.
Tính dân tộc của văn học mang nội dung lịch sử và phải được xem xét theo quan điểm lịch sử. Nó được hình thành trong cả một quá trình lâu dài mà những cái mốc quan trọng là sự hình thành dân tộc và sự vận dụng ngôn ngữ dân tộc làm ngôn ngữ văn học. Trong suốt quá trình ấy, nó không ngừng được phong phú thêm bởi sự tiếp thu tinh hoa của nước ngoài. Vì vậy, một sáng tác văn học có tính dân tộc cao phải vừa kế thừa được truyền thống văn học dân tộc, vừa đổi mới và có đóng góp vào sự phát triển của truyền thống ấy.